# Specula odhneri
Specula odhneri là một loài ốc biển nhỏ, là động vật thân mềm chân bụng sống ở biển trong họ Cerithiopsidae.